# Aminofenazonă
Aminofenazona (denumită și aminopirină) este un antiinflamator nesteroidian din clasa derivaților de pirazolonă, utilizat ca analgezic, antiinflamator și antipiretic. Printre principalele indicații se numără: durerea (din reumatism, nevrită) și febra. Astăzi este rar utilizat și a fost retras de pe piață în unele state.